# Hotel Baron
El Hotel Baron (en árabe: فندق بارون; o Le Baron), es el hotel más antiguo de Siria y la región. Se encuentra en el centro de Alepo, en la calle Baron de la zona Aziziyeh, al lado del Museo Nacional de Alepo.
La idea de construir un hotel de lujo en Alepo se originó a finales del siglo XIX. En algún momento alrededor de 1870, un miembro de la familia armenia de Mazloumian (de Armenia occidental) estaba en camino a Jerusalén para la peregrinación. Al pasar por Alepo, que era, incluso en un centro cosmopolita de comercio, se dio cuenta de cómo los europeos se sentían incómodos cuando se alojaban en los caravasares tradicionales. Finalmente, se decidió construir algo moderno en Alepo y el resultado fue el hotel Ararat, el primer hotel de la región, a finales del siglo XIX. Pocos años más tarde, los Hermanos Mazloumian ampliaron su negocio mediante la creación del nuevo hotel Baron.